# Лотнер, Жорж
Жорж Лотне́р (фр. Georges Lautner, 24 января 1926, Ницца — 22 ноября 2013, Париж) — французский кинорежиссёр, сценарист и продюсер. Наиболее известен благодаря использованию в фильмах диалогов Мишеля Одиара (их наиболее известная совместная работа — картина «Дядюшки-гангстеры». Его другие широко известные работы — «Профессионал» 1981 года и «La Maison assassinée» 1988 года, также пользовавшиеся успехом у зрителей. Как плодовитый мастер он стал главной фигурой французской комедии послевоенного периода. Работал с Жаном-Полем Бельмондо, Луи де Фюнесом.

## Биография
Отец — Леопольд Лотнер (1893—1938), австриец, осевший в Виши, ювелир и авиатор, участвовал в авиашоу и был лётчиком-истребителем во время Первой мировой войны. Мать — актриса Мари-Луиза-Витторе (снимавшаяся под именем Рене Сен-Сир в одиннадцати фильмах своего сына). Проведя часть своего детства на юге Франции, в 1933 году Жорж с матерью переехали в Париж, где она в том же году начала делать карьеру в кино, добившись успеха после съёмок в фильме «Les Deux Orphelines» 1933 года. В это же время Жорж ощутил своё призвание в создании фильмов, но этот период был омрачён гибелью его отца 17 июля 1938 года в авиакатастрофе.
Во время Второй мировой войны получил образование в лицее Жансон-де-Сайи в Париже. Несмотря на непростой период, он старается участвовать в молодёжных компаниях, выказывая чувство обеспокоенности происходящим во Франции, и наблюдает за событиями в столице, непрестанно вырабатывая в себе критичное мышление.
После освобождения Парижа Лотнер, получив степень бакалавра философии, отказывается от кино, перебиваясь случайными заработками. Его дебютом в кино стало участие в качестве декоратора в картине «La Route du bagne» 1945 года режиссёра Леона Матота. В 1947 году он прекратил работать в качестве обслуживающего персонала и поступил на военную службу в Австрии, где прошёл обучение на киномеханика 16-мм киноплёнки. Затем он был направлен в кинематографическую службу армии в Париж, работая вместе с оператором-постановщиком Клодом Лекомом и кинорежиссёром Марселем Блювалом.

## Фильмография

### Режиссёр
- 1960 — «Пан или пропал» / Marche ou crève
- 1961 — «Чёрный монокль» / Le Monocle noir
- 1962 — «Вдребезги пьяный» / En plein cirage
- 1962 — «Седьмой присяжный» / Le septième juré
- 1962 — «Глаз монокля» / L’oeil du monocle
- 1963 — «Дядюшки-гангстеры» / Les tontons flingueurs
- 1964 — «Игра в ящик» / Des pissenlits par la racine
- 1964 — «Монокль криво усмехается» / Le monocle rit jaune
- 1964 — «Барбузы — секретные агенты» / Les Barbouzes
- 1965 — «Кутилы» / Les bons vivants
- 1966 — «Галя» / Galia
- 1966 — «Не будем ссориться» / Ne nous fâchons pas
- 1967 — «Большая саранча» / La grande sauterelle
- 1967 — «Дом с деньгами» / Fleur d’oseille
- 1968 — «Босс» / Le Pasha
- 1970 — «Дорога на Салину» / Road to Salina
- 1971 — «Пусть звучит этот вальс» / Laisse aller… c’est une valse
- 1971 — «Жил-был полицейский» /  Il etait une fois un flic
- 1973 — «Несколько слишком спокойных господ» / Quelques messieurs trop tranquilles
- 1973 — «Чемодан»/ («Дипломатический багаж») / La Valise
- 1974 — «Ледяная грудь» / Les seins de glace
- 1975 — «Никаких проблем!» / Pas de problème!
- 1976 — «Дальше некуда!» / On aura tout vu!
- 1977 — «Смерть негодяя» / Mort d’un pourri
- 1978 — «Они спятили, эти колдуны» / Ils sont fous ces sorciers
- 1979 — «Кто есть кто» / Flic ou voyou
- 1980 — «Игра в четыре руки» / Le guignolo
- 1981 — «Разумно ли это?» / Est-ce bien raisonnable ?
- 1981 — «Профессионал» / Le professionnel
- 1983 — «Осторожно! В одной женщине может скрываться другая» / Attention une femme peut en cacher une autre!
- 1984 — «Весёлая Пасха» / Joyeuses Pâques
- 1985 — «Ковбой» / Le cowboy
- 1985 — «Клетка для чудиков 3» / La Cage aux folles 3
- 1987 — «Развратная жизнь Жерара Флока» / La vie dissolue de Gérard Floque
- 1988 — «Дом убийств» / La maison assassinée
- 1989 — «Нежданный гость» / L’invité surprise
- 1990 — «Считающийся опасным» / Présumé dangereux
- 1992 — «Гостиничная резиденция» / Room Service
- 1992 — «Неизвестный в доме» / L’inconnu dans la maison
- 1994 — «Мужчина моей мечты» / L’homme de mes rêves
- 2000 — «Сценарии на наркотики» / Scénarios sur la drogue
- 2001 — «Опасные» / Les redoutables

### Сценарист
- 1960 — «Пан или пропал» / Marche ou crève
- 1962 — «Вдребезги пьяный» / En plein cirage
- 1962 — «Глаз монокля» / L’oeil du monocle
- 1963 — «Дядюшки-гангстеры» / Les tontons flingueurs
- 1964 — «Игра в ящик» / Des pissenlits par la racine (адаптация)
- 1964 — «Монокль криво усмехается» / Le monocle rit jaune
- 1966 — «Галя» / Galia (адаптация)
- 1966 — «Не будем ссориться» / Ne nous fâchons pas
- 1967 — «Большая саранча» / La grande sauterelle
- 1967 — «Дом с деньгами» / Fleur d’oseille
- 1968 — «Босс» / Le Pasha
- 1970 — «Михаил Строгов, курьер царя» / Strogoff
- 1970 — «Дорога на Салину» / Road to Salina
- 1971 — «Пусть звучит этот вальс» / Il etait une fois un flic (адаптация)
- 1971 — «Жил-был полицейский» / Laisse aller… c’est une valse (адаптация)
- 1973 — «Несколько слишком спокойных господ» / Quelques messieurs trop tranquilles (адаптация)
- 1973 — «Дипломатический багаж» / La Valise
- 1974 — «Ледяная грудь» / Les seins de glace
- 1975 — «Никаких проблем!» / Pas de problème! (адаптация)
- 1978 — «Они спятили, эти колдуны» / Ils sont fous ces sorciers
- 1981 — «Профессионал» / Le professionnel (адаптация)
- 1985 — «Ковбой» / Le cowboy (адаптация)
- 1985 — «Клетка для чудиков 3» / La Cage aux folles 3
- 1987 — «Развратная жизнь Жерара Флока» / La vie dissolue de Gérard Floque (адаптация)
- 1988 — «Дом убийств» / La maison assassinée
- 1989 — «Нежданный гость» / L’invité surprise
- 1990 — «Считающийся опасным» / Présumé dangereux (адаптация)
- 1992 — «Гостиничная резиденция» / Room Service (и адаптация)
- 1992 — «Неизвестный в доме» / L’inconnu dans la maison
- 1994 — «Мужчина моей мечты» / L’homme de mes rêves
- 2000 — «Сценарии на наркотики» / Scénarios sur la drogue

### Продюсер
- 1960 — «Пан или пропал» / Marche ou crève